# Шалон на Лоари
Шалон на Лоари (фр. Chalonnes-sur-Loire) насеље је и општина у западној Француској у региону Лоара, у департману Мен и Лоара која припада префектури Анже.
По подацима из 2005. године у општини је живело 5 884 становника, а густина насељености је износила 152,6 становника/km². Општина се простире на површини од 38,56 km². Налази се на средњој надморској висини од 28 метара (максималној 99 m, а минималној 10 m).

## Демографија
| 1962. | 1968. | 1975. | 1982. | 1990. | 1999. | 2011. |
| ----- | ----- | ----- | ----- | ----- | ----- | ----- |
| 4.058 | 4.259 | 4.682 | 5.281 | 5.354 | 5.594 | 6.551 |

График промене броја становника у току последњих година